# 佩恩 (希腊神)
在希腊神话中，Paean 、Paeëon或Paieon （Παιήων）或Paeon或Paion （Παιών）是众神的医生。  

## 迈锡尼文明
佩恩（Paean）是迈锡尼文明中阿波罗太阳神的另一个名字；用线形文字B的写法是，pa-ja-wo-ne。  

## 荷马和赫西俄德
《伊利亚特》这本书分别提到（治愈之神）的名字两次。第一次在第五卷书中，狄俄墨德斯在雅典娜的协助下将奥林匹亚战神阿瑞斯打败。受伤的阿瑞斯被匆匆的带到奥林匹斯山寻求救治。佩恩施药后伤势即刻得到缓解。 第二次，当哈得斯被赫拉克勒斯的箭射伤时，在向佩恩寻求治疗时，佩恩也对哈得斯施予类似的治疗。  在《奥德赛》一书中，荷马谈到埃及时提到：“在那片大地上，谷物的给予者，蕴藏着许多的药物。那些药物，有一些在混合后能带来疗愈，但也有许多可以带来伤害；那里的每个人都是医生，他们有着超乎人类的智慧；因为他们是佩恩的后裔。”
根据 赫西俄德，佩恩是一个独立的神明：“除非阿波罗将他从死亡中拯救出来，或者佩恩，那能治疗万物的神。”
随着时间的推移，佩恩成了阿波罗的另一个绰号。阿波罗也具有带来疾病的能力。为了安抚祂，阿波罗也被称为治疗之神。再后来，佩恩成为治疗师神Asclepius的绰号。